# 北美鹅掌楸
北美鹅掌楸（学名：Liriodendron tulipifera）为木兰科鹅掌楸属下的一个种。分布在北美東部。

## 照片库

北美鹅掌楸 - Liriodendron tulipifera
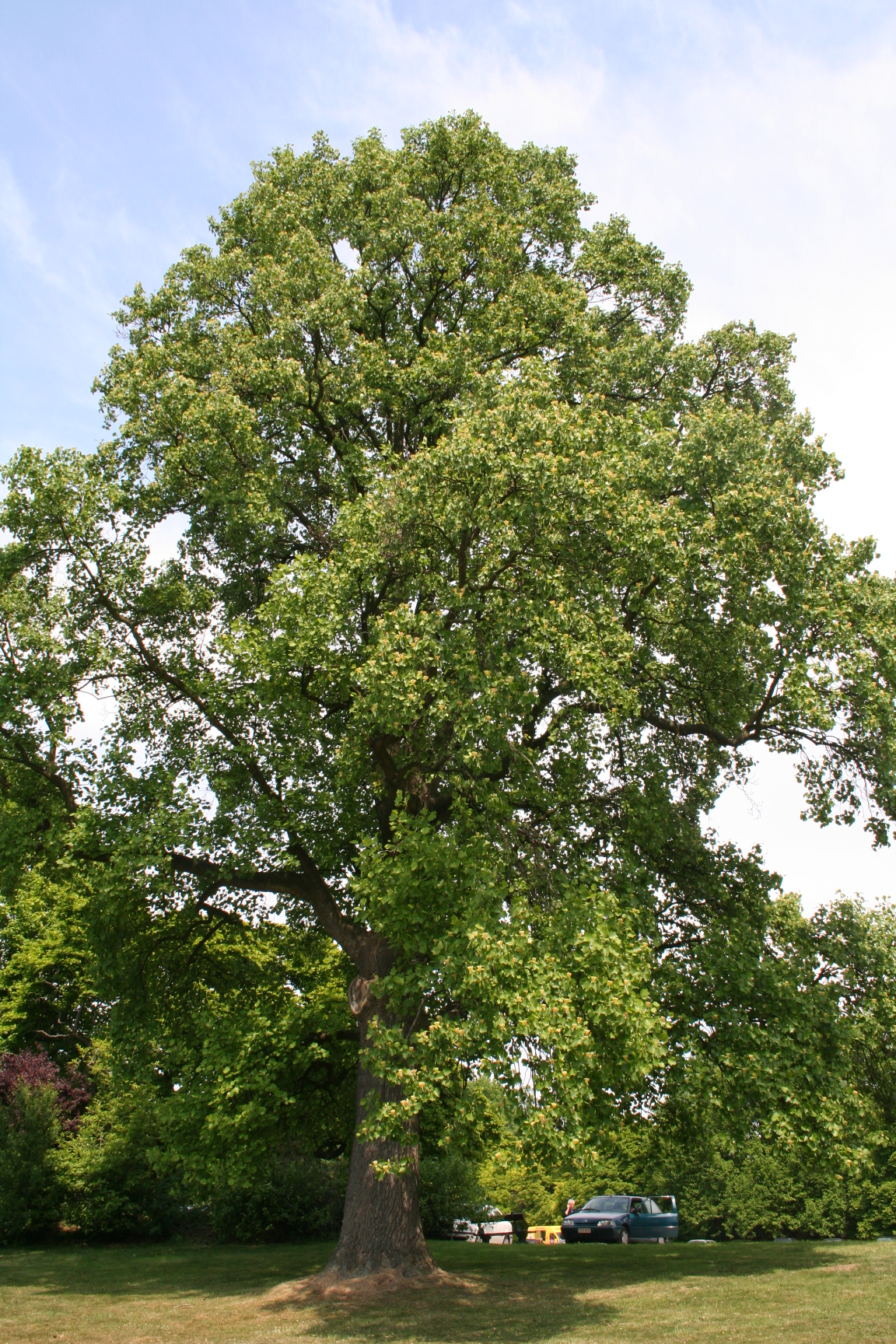
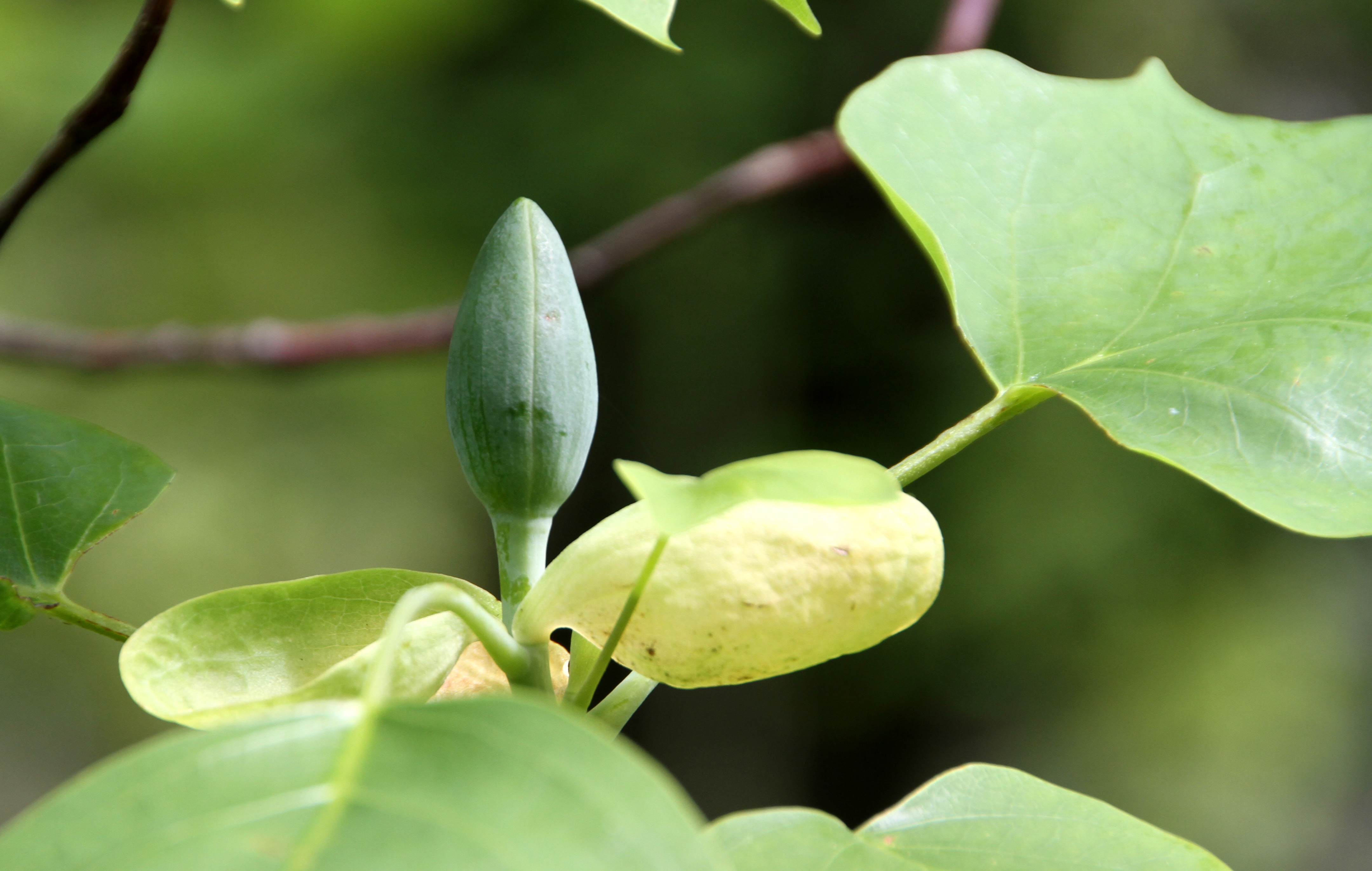
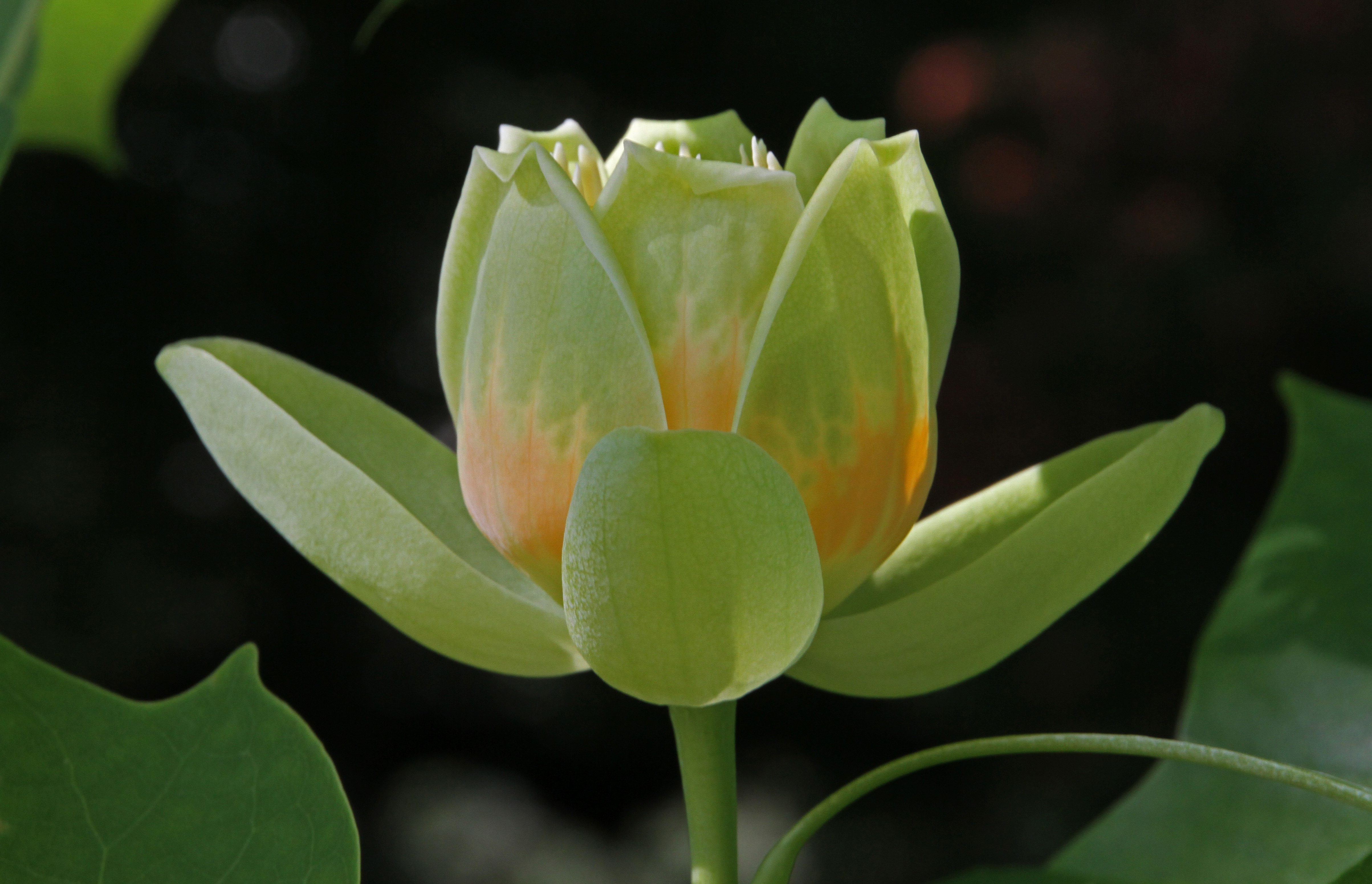
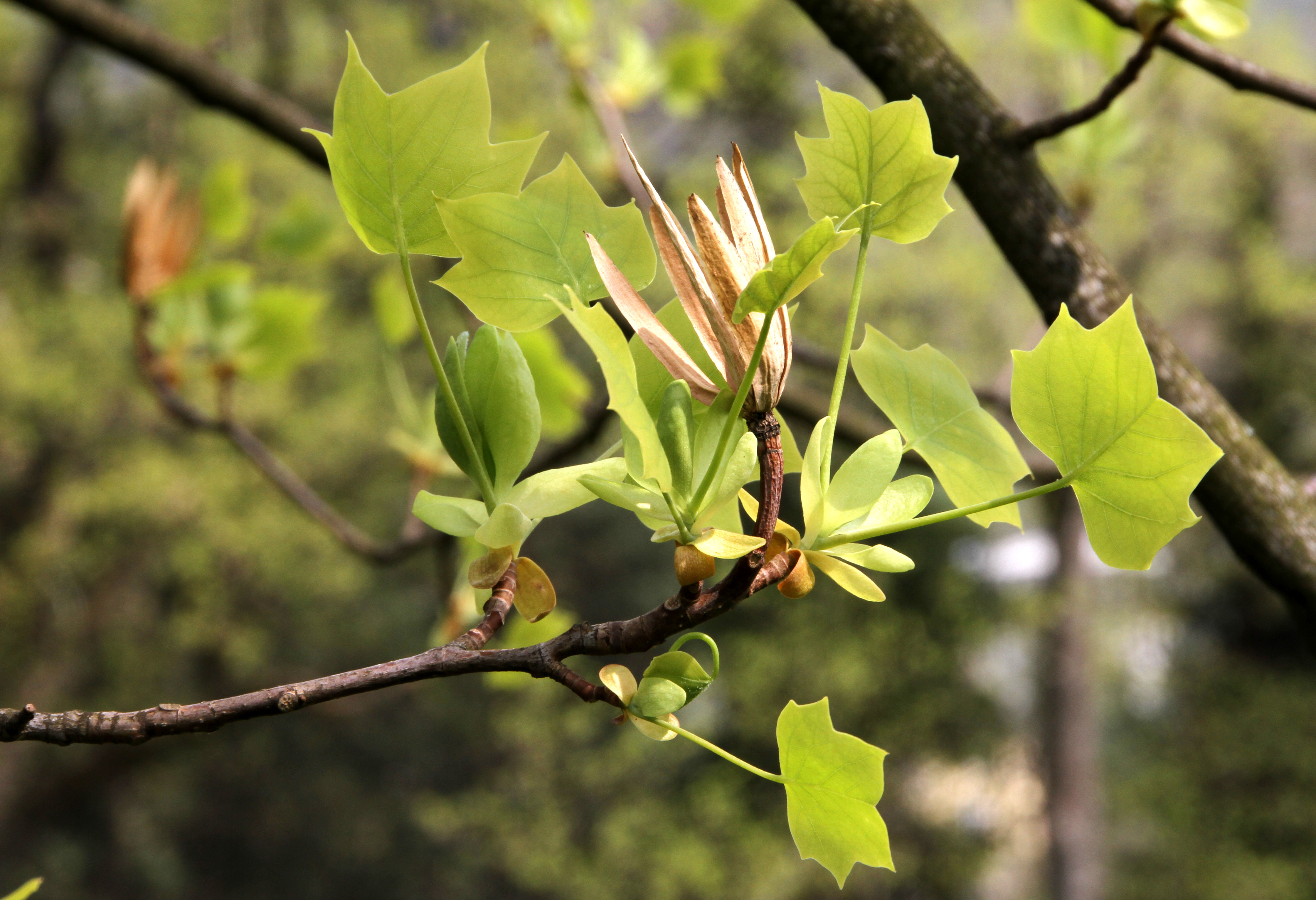
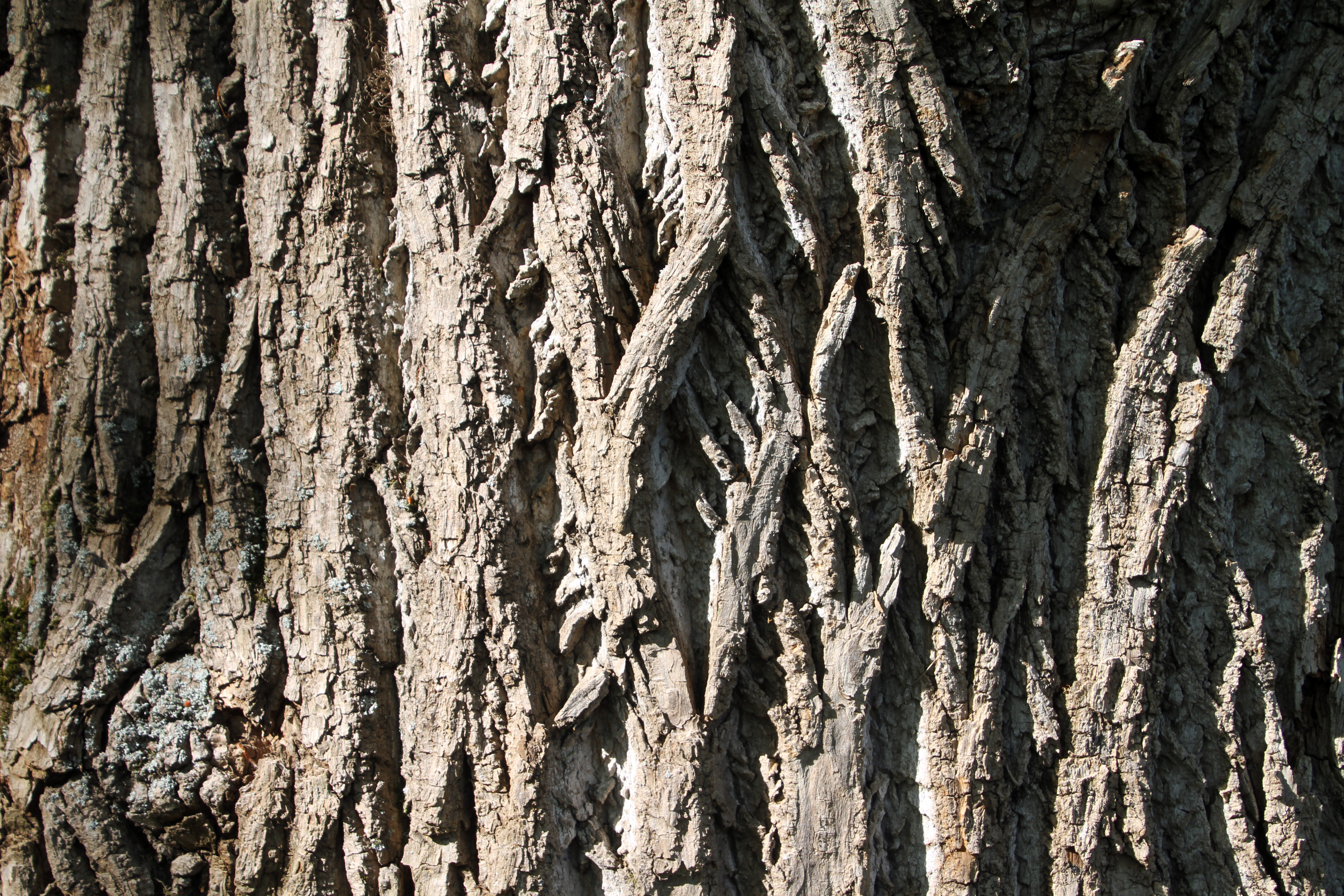
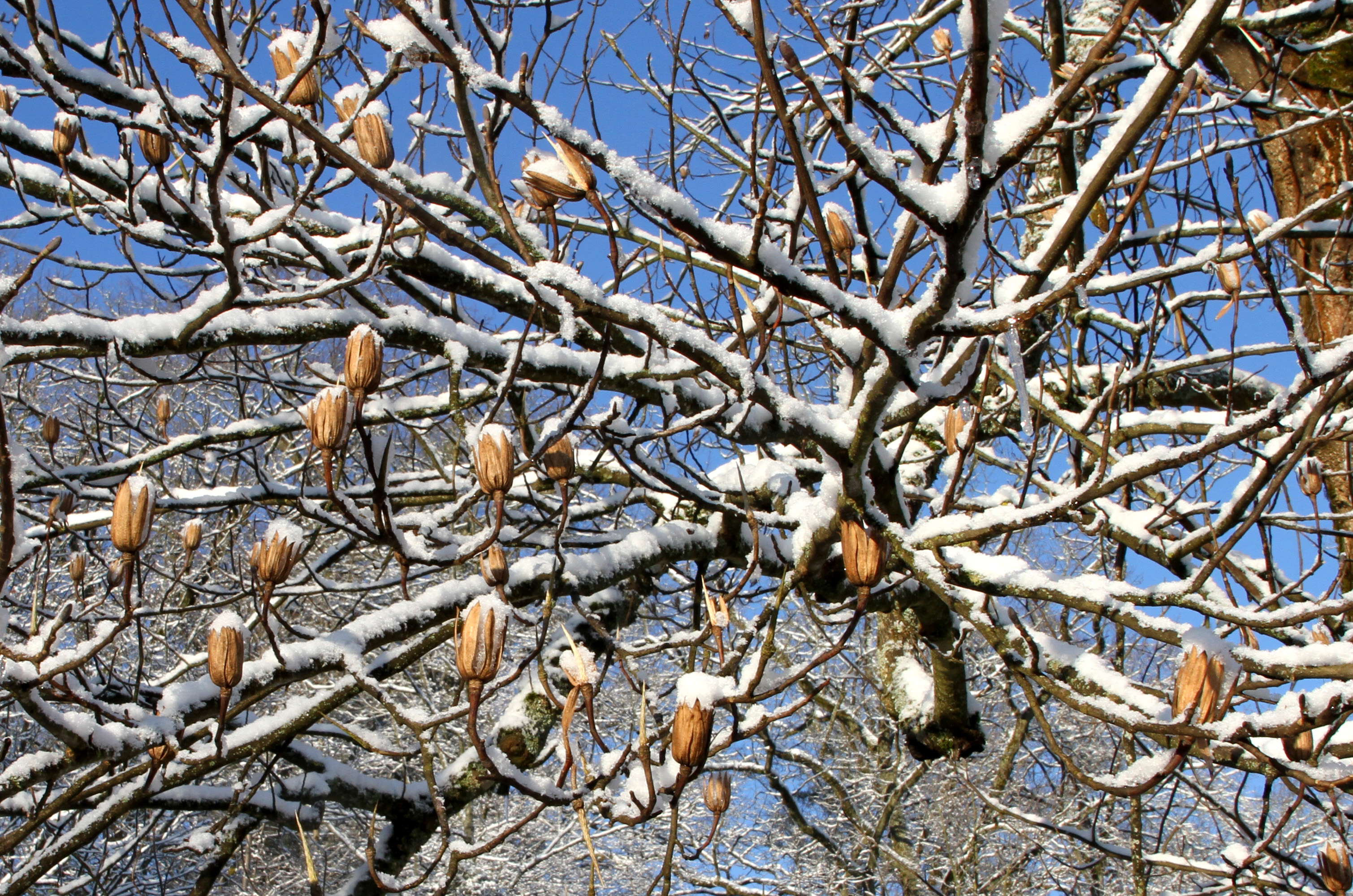
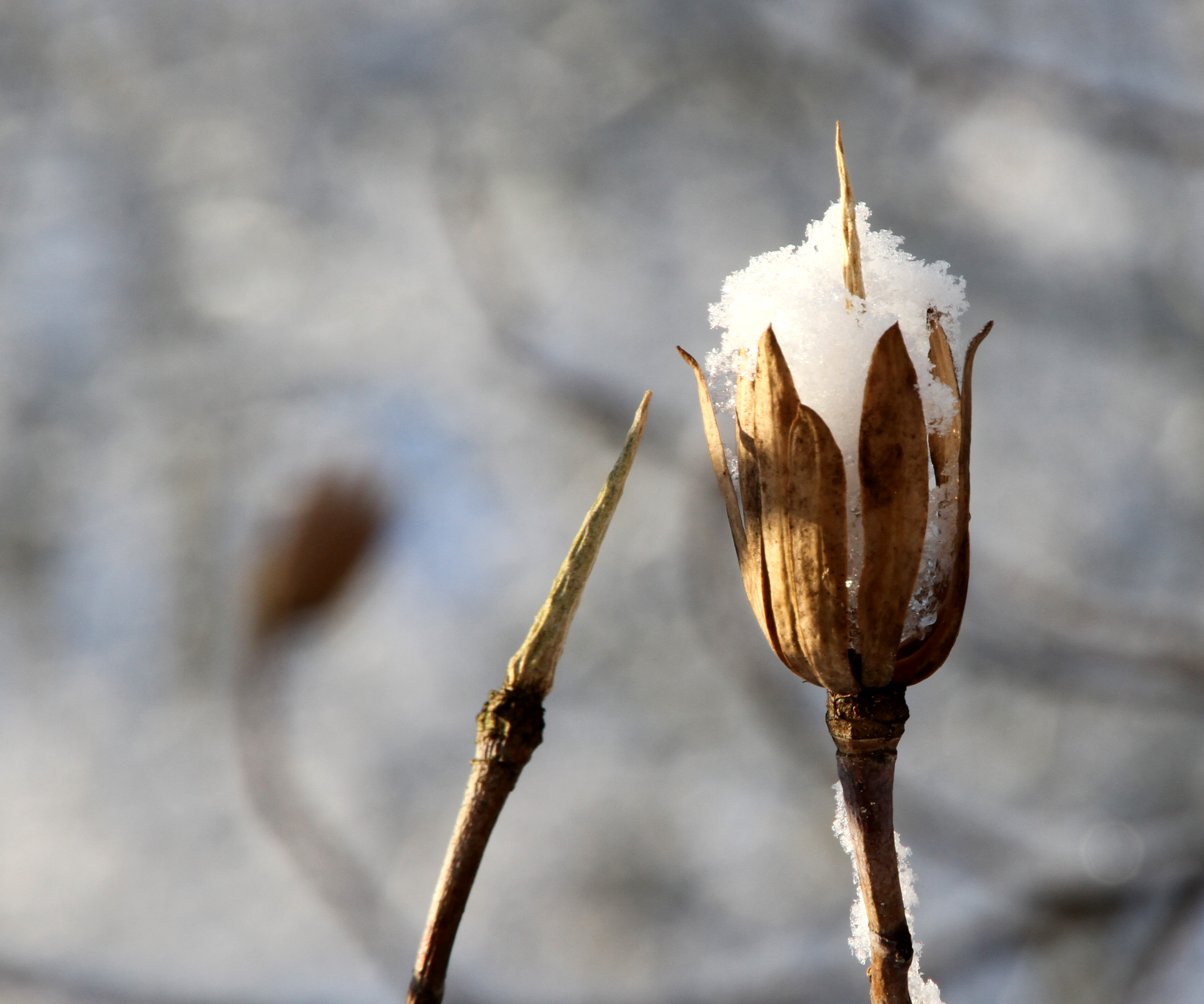
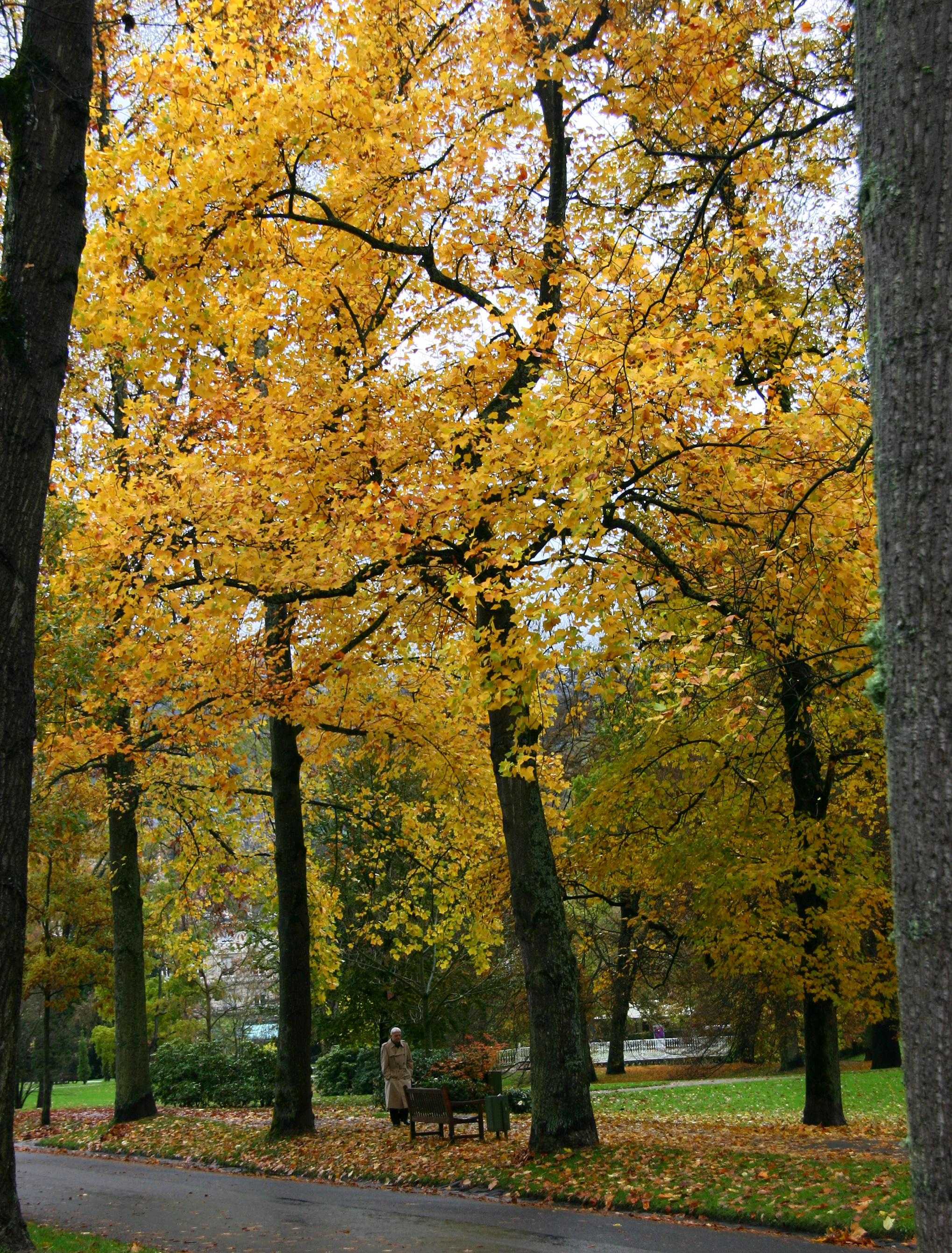

## 扩展阅读
- 維基物種上的相關：北美鹅掌楸